# Reuilly-Sauvigny
 Reuilly-Sauvigny  es una población y comuna francesa, en la región de Picardía, departamento de Aisne, en el distrito de Château-Thierry y cantón de Condé-en-Brie.

## Demografía
| 191 | 155 | 153 | 163 | 189 | 213 |
| Para los censos de 1962 a 1999 la población legal corresponde a la población sin duplicidades (Fuente: INSEE [Consultar]) |     |     |     |     |     |